# Daniele Viotti
Daniele Viotti, né le 8 mars 1974 à Alexandrie dans le Piémont, est un homme politique italien membre du Parti démocrate (PD).

## Biographie
Daniele Viotti est diplômé en science politique de l'université du Piémont oriental. Ouvertement gay, il a fondé l'association « Quore » à Turin pour défendre l'égalité des droits pour la communauté LGBT et combattre l'homophobie. 
De 2002 à 2007 il a été conseiller municipal d'Alexandrie sous les couleurs des Démocrates de gauche. Membre du Parti démocrate depuis sa création en 2007. Lors des primaires ouvertes du parti en 2013, il soutient Pippo Civati à la direction du parti. 
Lors des élections européennes de 2014, il est élu au Parlement européen avec 27 953 voix de préférence dans la circonscription Nord-Ouest. Au sein de l'assemblée européenne il est membre de l'Alliance progressiste des socialistes et démocrates au Parlement européen et de la Commission des budgets.